# لغات أرمينيا
أرمينيا دولة تصنف أحياناً أنها دولة آسيوية وتصنف أحيناً أخرى أنها دولة أوروبية، لغتها الرسمية هي الأرمنية ويتكلمها 97،7% من السكان بصفتها لغة أم. في أرمينيا توجد 7 لغات مسجلة بضمنها لغة الإشارة الأرمينية (en).

## اللغات المحلية
من اللغات المحلية الأخرى:
- آرامية آشورية حديثة
- أذرية شمالية (لغة أذرية)
- الإرزية (لغة الإرزيا)
- الكرمنجي
- اللومافرينية (en)

## لغات أخرى
من اللغات الأخرى والتي يتكلمها الوافدون إلى أرمينيا:
- الجورجية
- اليونانية
- الروسية
- الأوكرانية
- القراشاي بلقار

## وصلات خارجية
- خريطة توزيع اللغات في أرمينيا والدول المحيطة بها
- خريطة أخرى لتوزيع اللغات في أرمينيا والدول منطقة القفقاس